# 尻啖え孫市
『尻啖え孫市』（しりくらえまごいち）は、司馬遼太郎の歴史小説。戦国時代に鉄砲技能集団として名高かった雑賀党を率いた雑賀孫市（鈴木孫一）を主人公にした作品である。
1963年（昭和38年）7月から1964年（昭和39年）7月にかけて『週刊読売』で連載された。

## 概要
雑賀党を構成する有力家系の一つである鈴木氏の当主は代々「孫市（孫一）」という名を襲名することが慣例となっていた。そのため諸史料に登場するその名の人物には、その名を名乗った複数の人間（鈴木重意、重秀、重朝など）の事跡が混同されて記されており、個々人の事跡を明確に判別することは困難である（詳しくは鈴木孫一の項目を参照）。したがって本作の物語は織田信長と本願寺勢力による石山合戦を背景にしているが、そこで活躍する孫市の人物像や彼を取り巻く群像はほぼ作者の創作であり、事件・事象の展開にも史実からかなりの改変がある（特に後半に顕著）。作中の孫市は、司馬によると「当時の雑賀者の性格を一人に集約すれば、おそらくこうだっただろうということで創った人物像」とのことである。
1969年に映画化されたほか、1973年に司馬作品の『国盗り物語』が大河ドラマ化された際にも原作の一部となった。

## あらすじ
織田信長による平定後、殷賑を極める岐阜城下に一人の壮漢が現れた。傾いた風体に違わず天衣無縫を絵に描いたような行動を繰り返し、男はたちまち城下の評判となる。噂を耳にした信長は男の真っ赤な羽織にあしらわれた八咫烏の紋からすぐにその素性を察し、知恵者の腹心・木下藤吉郎秀吉に男と接触するよう命ずる。男の名は雑賀孫市。天下にその名を轟かせる紀伊国雑賀庄の鉄砲集団「雑賀党」を束ねる頭目である。先年京に旗を立てたというものの、四方を取り囲む大名達が上洛に反発して連帯を強めつつあり、信長の置かれている状況は穏やかなものではなかった。この苦境を乗り切るためには新進兵器の鉄砲を何処よりも多く揃え、射撃技術に習熟した雑賀党の協力は不可欠といってよい。なおかつその頭目である雑賀孫市は「畿内第一の戦の名人」と誉れ高く、そのような男が岐阜を訪れたのはおそらく自身を売り込むためであろうと信長は推測したのだった。
が、孫市の目的はそれのみではなかった。無類の女好きであるこの男の目当ては先年京で見初めた想い女であり、それが上洛の際に同道した信長の末の妹であると聞いて足を運んできたのだった。しかし信長の妹にそのような者はいない。孫市の思い違いであったが、秀吉は雑賀党との同盟を結ぶため信長の遠縁の娘を孫市の想いの「姫君」にしたて上げて彼と娶せようと考える。以後秀吉は孫市と行動を共にすることになるが、孫市という男は人心をつかむことにかけては天才的な才能を持つ秀吉ですら扱いかねる難物だった。城下で平気で鉄砲を撃つ。神出鬼没でいたかと思えば不意にふらりと姿を消す。さながら虎を宥め賺して連れているようなものだと秀吉は嘆息するが、それでいて命がけの殿軍を務めることになった秀吉に力を借すなど熱い義侠心も持っており、秀吉はいつしか孫市に対して奇妙な友情を感ずるようになっていた。孫市の方でも秀吉に好意を持つようになっていたが、やがて秀吉が引き合わせた「姫君」が偽物であることを見抜き、「信長は信用できぬ」と言い残して織田家との縁を切って雑賀庄に戻っていった。
ところが故郷へ戻った孫市は、意外にも想いの「姫君」がすぐ足下の紀伊国にいたことを知る。「姫君」は紀州屈指の名族の令嬢・萩姫であり、近年爆発的な流行を見せている一向宗（浄土真宗）の熱心な門徒でもあった。一向宗の教えなど全く関心のない孫市だったが、「姫君」目当てで一向宗の講に出向いてみると、そこには信照という本願寺法主・顕如の侍僧をしている青年僧がいた。目下、本願寺と信長の間には暗雲が垂れ込めつつある。信長は本願寺のある摂津国石山（大坂）を巨城を築くに格好の地と考え立ち退きを要求してきていた。これに対して本願寺は断固はねつける構えであり、早晩戦が始まるのは避けられず、信照によれば本願寺は門徒武士を率いる侍大将として孫市を望んでいるということだった。束縛を嫌い宗門を好まない孫市には容易に受け入れられることではなかったが、とはいえ雑賀庄にも門徒は大勢おり、頭目といえどもその意思を無視することはできない。さらに想いの萩姫にも説得されるや、孫市はつい曖昧に頷いてしまった。
戦のための鉄砲の買い付けに堺に赴いてみると、そこには鉄砲伝来の地・種子島の領主一族の血を引く小みちという娘がいた。孫市は小みちの魅力に心惹かれるが、彼女もまた一向宗の門徒であり孫市が大将になることを望んでいた。そこにいよいよ信長が攻めてくるという知らせが飛び込んできて、孫市はやむなく大将の任を受けることにする。そして城郭さながらの巨大寺院である本願寺本山に門徒たちが続々と集結する中、ついに織田軍が摂津国に襲来した。孫市はあざやかな指揮ぶりで緒戦を大勝利に導き、門徒たちの期待に見事に応える。門徒になる気は今でも毛頭なかったが、しかし天下の信長相手に戦うことは漢の冥加ではないかとも孫市は考えるようになっていた。やがて外交僧たちの奔走により反織田大名たちが攻囲を強め、信長は退陣せざるを得なくなる。
朝廷の口利きによって一時和解が成立することになったものの、しかし程なくして両軍は再び衝突を繰り返すこととなる。「南無阿弥陀仏」と称名唱和を繰り返しながら死も恐れず立ち向かう門徒たちは恐ろしく頑強で、戦況は本願寺勢に優位に進んだ。潰走に次ぐ潰走で信長が逆上しつつあることを知った孫市は、信長を狙撃で仕留めるべく宿陣に乗り込むが失敗。辛くも難を逃れた信長は、本願寺攻めを中断して雑賀庄を攻撃することを決断する。雑賀衆が震え上がる中、しかし孫市ただ一人のみは浮き立つ気分を押さえられずにいた。天下の信長と四つに組んだ相撲が取れるのである。武士としてこれ程の痛快事はあるまいと、孫市は「我が尻啖え」と口癖を何度ものたまいながら一人からからと哄笑する。雑賀衆が本拠の雑賀城に居を据え直す一方で、同様に織田陣中においても攻撃部隊の編成が着々と進んでいた。先鋒部隊に参加することとなった秀吉は胸中に苦いものを感じ、決戦を前にして孫市と密会して降伏を薦める。が、秀吉が様々に言葉を変えて説得しても、孫市はまるで耳を借そうとはしない。
織田軍の侵攻が始まった。十万を超えるその大軍に対する雑賀党は一万余りで、敵の力を侮った先鋒部隊の諸将は本隊の到着を待たずに攻撃を仕掛けようと考える。孫市の軍才を知る秀吉のみはこれに反対するが軍議に従わざるをえなくなり、部隊は雑賀党が陣を張る雑賀川へと殺到した。孫市は雑賀庄を南北に貫いて流れる雑賀川に沿って多くの城砦を築き、防衛線を構築して織田軍を待っていた。秀吉の案じた通り、川を渡ろうとした部隊は仕掛けられた罠に阻まれ、総攻撃を受けて大打撃を被ることとなる。やがて本隊からの命令により織田軍は撤退を開始し、孫市は雑賀党の総力を上げて追撃戦を始めた。孫市はすぐさま一部隊を壊滅寸前にまで追い詰めるが、そこへ救援のため駆けつけた秀吉が現れ、各々の部隊の銃口が相まみえることとなる。いまだ秀吉に友情の片鱗を感じていた孫市は秀吉のみは殺さぬよう命ずるが、秀吉にはそのような甘さはない。隙を突かれた孫市は、集中砲火を浴びて片足を撃ち抜かれてしまう。しかし孫市の負傷で追撃は不可能となったものの、織田軍は這々の体で雑賀庄から引き上げていった。十万もの大軍を退け天下の信長に「尻啖わせ」た快事に雑賀衆はそろって沸き返り、戦勝の宴が始まった。孫市も酒を飲み、唄を歌い、足の傷もものともせず快活に舞を舞うのだった。
しかし、時を置かずして反織田同盟は秋風落莫と崩れていった。雑賀川の大勝から三年を経た後、諸大名の後ろ盾を失った本願寺はついに降伏することとなる。講和に反発していた孫市も説得を受けてやむなく賛同し、十年にも及んだ信長と本願寺の抗争は信長の勝利によって終結した。程なくして信長は本能寺の変により自害するが、孫市はそれを喜びもせず好敵手を失ったように意気消沈し、老耄する年でないにもかかわらず堺に隠居してしまった。
代わって台頭してきたのはあの秀吉であった。信長の後継者としての地位を固めるや、秀吉は目覚ましい勢いで天下人への階段を駆け昇り始めた。変転する事象を隠居の身で眺めながら孫市は旧友と会って来し方のことなど語りたいとも思ったが、日の出の勢いの秀吉に会いに行くことはまるで猟官をしに行くようできまりが悪かった。やがて秀吉は天下取りの最大の障壁である徳川家康と対決することとなり、両者の狭間に位置する雑賀党は再び天下の帰趨を握る存在となった。秀吉の使者の傲岸さに腹を立てた雑賀衆は家康に味方して秀吉を大いに脅かすが、秀吉は巧みな外交で家康と和睦することに成功し、雑賀衆は梯子を外された格好となって孤立した。やがて紀州征伐に乗り出した秀吉に対し、孫市は泉州の砦でこれを迎え討とうとするが、丁重な態度で求められるや開城することとなる。
その後旧交を温めたいという秀吉の招きに応じ、孫市は紀州と泉州の国境の風吹峠に赴くが、しかし足を運んだその地でそのまま帰らぬ人となった。病を得たのか、秀吉による謀殺であったのかは解らない。いずれにせよ、この男の死によって戦国は終わった。底抜けの楽天主義、傲岸さ、明るさ、この時代の地侍の気質のすべてを備え持っていたこの快男児の死を最後にして、戦国の世は幕を下ろした。

## 主な登場人物
雑賀孫市
本作の主人公。本姓は鈴木で諱は重幸。紀州雑賀庄に七万石を領する地侍の跡取り息子。後裔を自称する神代の八咫烏を定紋にあしらった真っ赤な袖無し羽織を纏って、傾いた姿そのものの行動を繰り返して常に周囲を翻弄する。しかし放埒な行動がそのまま愛嬌となり、部下や領民たちには強く慕われている。
卓抜した軍事的才能を持ちながら不思議なほどに欲が薄く、大大名になろうなどといった野望を微塵も持たず、ただひたすら一人の快漢として生きることを望んでいる。他人に束縛されることを何よりも嫌い、頭目としての地位も気鬱で時々思い出したように姿を消す逐電癖がある。その気性はまるで大きな身体を持った子供のようであり、信照は無邪気さを残したその性格を「童妖」と評した。領民たちが心服する一向宗も己の自由を束縛することから好まなかったが、なりゆきでやむなく本願寺門徒武士の侍大将を引き受けることとなり、堺の名匠・芝村仙斎が鍛えた特製の鉄砲「愛山護法」を携え、織田軍と対決することとなる。
無類の女好きだが、自身の好色を「絶対真理を求めて苦行する天台の阿闍梨のようなもの」などと冗談ではなく本気で考え、さながら一種の求道者として理想の女人を追い求め続けている。理想に適う女人に出会うと観音菩薩の普門示現になぞらえて勝手に位付けをし、「そなたは○○観音」などと呼んで頼まれもしないのに位を授けようとする。
本願寺が信長との抗争に敗北した後は、息子に跡目を継がせて妻の小みちと共に堺に隠棲する。その後天下人となった秀吉に招かれ、出向いた先の風吹峠で命を落とす。享年40。しかし小みちと共に熊野で暮らしたという言い伝えもあり、その最期は定かではない。
織田信長
京に旗を立て、天下平定を窺う戦国大名。諸国の反織田大名達の攻囲を振り切るべく、孫市率いる雑賀党の力を見込んで配下に従えようとする。しかし失敗して逆に敵に回すこととなり、本願寺との戦いで散々苦汁をなめさせられる。
前時代的で非合理な存在を激しく憎む合理主義者で、殊に神仏が宗教的権威の上に胡座をかき暴威を持って君臨していることが許せず、徹底して破壊して新時代を切り開こうとする。
木下藤吉郎秀吉（後、羽柴秀吉）
信長の腹心で、織田家中でも屈指の知恵者と名高い武将。その人間的魅力によって巧みに他者の心をつかみ己の意のままに使役することから、「人たらし」の異名で呼ばれることもある。しかしそれでいて使われた者の心に不快感を残すことがまるでなく、孫市によれば「ふしぎの力をもった器量人」。孫市に対しては、その傍若無人な振る舞いに手を焼きながらも好印象を持ち、孫市が織田家と袂を分かった後も敵同士に別れながら互いに奇妙な友情を抱いていた。
法専坊信照
本作の創作人物。本願寺門跡で法主・顕如の侍僧をしている。孫市を門徒武士たちの侍大将として引き入れるために雑賀庄に派遣されてきた。容貌涼やかな青年僧だが、本願寺の外交僧として諸国を走り回っているため、若さや秀麗な風貌に似合わず胆力があり知謀にも足けている。かといってそういった権謀術数だけの男というわけではなく、心根の部分からあふれるような好意を感じ取らせる人柄で、孫市は秀吉とよく似た印象を受けた。
萩姫
本作の創作人物。神代から続く紀伊国の名門・紀家の令嬢。熱心な一向宗の門徒。神道の宮司の娘に生まれながら仏門に飛び込んだだけあって、典雅な外見に似合わず芯の強い女性。心密かに信照に思いを寄せている。
小みち
本作の創作人物。堺を代表する鉄砲の名匠・芝村仙斎の娘。実際は鉄砲伝来時の種子島の領主種子島時堯の弟時次が堺に滞在した際に遊女との間に残していった落とし胤であり、孫市は周囲がぱっと華やぐようなその明るさに惹かれる。
熱心な一向宗門徒で、織田軍との合戦が始まり孫市と共に本願寺勢の宿陣に入った後は、入信するつもりのない孫市の代わりに門徒たちの象徴的な総大将として祭り上げられる。雑賀衆からはその出自から「鉄砲の女神」のように雑賀衆から崇められ、鉄砲を伝えたポルトガルにちなんで「ぽるとがる様」と呼ばれて篤く仰がれた。
雑賀川の戦いの後に孫市の正室に迎えられ、孫市の隠居後も行動を共にした。

## 映像作品
映画『尻啖え孫市』
1969年（昭和44年）9月13日に封切り公開。大映製作・配給。カラー、105分。
スタッフ
- 製作：永田雅一
- 監督：三隅研次
- 助監督：中西忠三
- 脚本：菊島隆三
- 原作：司馬遼太郎
- 撮影：宮川一夫
- 音楽：佐藤勝
- 美術：西岡善信
- 録音：大谷巌
- 照明：中岡源権
- 編集：谷口登司夫

キャスト 　 　
- 雑賀孫市：中村錦之助
- 小みち：栗原小巻
- 法専坊信照：本郷功次郎
- 木下藤吉郎：中村賀津雄
- 織田信長：勝新太郎
- 藤吉郎の妻寧々：梓英子
- 加乃：南美川洋子
- 雑賀左太夫：志村喬
- お美和：しめぎしがこ
- 辻君の明美：小林直美
- 牧田三右衛門：五味龍太郎
- 半井驢庵：香川良介
- 柴田勝家：内藤武敏

## 書誌情報
- 講談社単行本全1巻　1964年
  - 新板全1巻　1982年（ISBN 4061302426）
- 講談社ロマン・ブックス版全１巻　1966年
- 講談社文庫版全1巻　1974年5月（ISBN 4061312421）
  - 新装版上下巻　2007年11月（上 ISBN 978-4-06-275814-7、下 ISBN 978-4-06-275815-4）
- 角川文庫版全1巻　1969年12月（ISBN 4041290023）
  - 新装版上下巻　2008年9月（上 ISBN 978-4041290125、下 ISBN 978-4041290132 ）
- 文藝春秋司馬遼太郎全集 8『尻啖え孫市』　1972年6月（ISBN 4165100803）